# Archeria racemosa
Archeria racemosa är en ljungväxtart som beskrevs av Joseph Dalton Hooker. Archeria racemosa ingår i släktet Archeria och familjen ljungväxter. Inga underarter finns listade i Catalogue of Life.